# Метихово
Метихово — упразднённая деревня в Краснотуранском районе Красноярского края России. На момент упразднения входила в состав Саянского сельсовета. Исключена из учётных данных в 1999 году.

## География
Располагалась южнее региональной дороги 4K546 «Саянск - Тубинск - граница Курагинского района», на расстоянии приблизительно 3 км к востоку от села Саянск.

### Климат
Климат резко — континентальный с холодной зимой и жарким летом, суровый, с большими годовыми и суточными амплитудами температуры. Максимальная высота снежного покрова 46 см. Среднемесячная температура января колеблется от −23,5 ºС до −21,0 ºС, июля от +19,8 ºС до +18,8 ºС. Среднегодовая температура составляет −0,6 ºС ÷ −1,6 ºС. Годовая сумма осадков составляет 389 мм, причем большая её часть выпадает в теплый период года (82 % от годовой суммы).

## История
Основана в 1855 году. По данным на 1926 год село Метихово состояло из 233 хозяйств. В административном отношении являлось центром Метиховского сельсовета Абаканского района Минусинского округа Сибирского края.

## Население
По данным переписи 1926 года в селе проживало 1387 человек (685 мужчин и 702 женщины), основное население — русские.